# Росас, Гилье
Гильермо «Гилье» Росас Алонсо (исп. Guillermo «Guille» Rosas Alonso; род. 17 мая 2000, Хихон, Астурия) — испанский футболист, защитник хихонского «Спортинга».

## Карьера
Родившись в Хихоне, Росас поступил в футбольную академию местного «Спортинга» в 2009 году. 6 июля 2018 года подписал с клубом трёхлетний контракт.
Перед сезоном 2019/2020 был включён в состав второй команды «Спортинга». 16 ноября 2019 года дебютировал на взрослом уровне, выйдя в стартовом матче против «Сельты B». Счёт своим голам открыл 15 декабря, дважды поразив ворота «Пенья Депортива».
За основной состав «Спортинга» дебютировал 11 октября 2020 года, заменив во втором тайме Богдана Милованова в 109-м астурийском дерби против «Реала Овьедо». 1 февраля продлил свой контракт с клубом до 2025 года, окончательно закрепившись в первой команде.